# Хариетто
Хариетто (Хариеттон; лат. Charietto; погиб в 365) — германец, отличавшийся выдающимися физическими данными и смелостью.
Некогда предводитель разбойничьей банды, Хариетто осел в Августе Треверорум и перешёл к мирной жизни. Сначала по собственной инициативе противостоял участившимся набегам германцев, проживавших восточнее Рейна, затем поступил на службу к древнеримскому цезарю Юлиану и воевал против галльских мародёров. В 365 году, будучи «комитом обеих Германий» (Верхней и Нижней), погиб в бою с алеманнами.
История Хариетто упоминается Аммианом Марцеллином и Зосимом.